# Prerana del Nepal
Prerana del Nepal (nome completo: Prerana Rajya Lakshmi Devi Shah del Nepal; Katmandu, 20 febbraio 1978) è una principessa del Nepal in quanto seconda figlia del re Gyanendra del Nepal e di sua moglie, la regina consorte Komal Rajya Lakshmi Devi.

## Biografia

### Infanzia

#### Primi anni
La principessa Prerana del Nepal nacque il 20 febbraio 1978 nel Palazzo Reale di Narayanhiti a Katmandu, nel Regno del Nepal. Fu la seconda figlia dell'allora principe Gyanendra del Nepal e di sua moglie, l'allora principessa Komal Rajya Lakshmi Devi.
Il nome Prerana significa "Incoraggiare" o "Incoraggiamento".

#### Studi
Da bambina studiò nel Convento di Loreto a Darjeeling.
La principessa Prerana studiò poi nell'Università di Roehampton nel Surrey, Regno Unito.

### Vita successiva

#### Massacro dei reali nepalesi
Il 1º giugno 2001 il Principe Ereditario Dipendra uccise il padre Re Birendra, la madre Regina Aishwarya, la sorella Principessa Shruti, il fratello Principe Nirajan, lo zio Principe Dhirendra, la zia Principessa Shanti, la zia Principessa Sharada, la zia Principessa Jayanti nel Palazzo Reale di Narayanhiti, e alla fine si suicidiò. Erano presenti anche la madre di Prerana, la Principessa Komal, che rimase ferita ma sopravvisse, il fratello di Prerana, il Principe Paras, che subì lievi ferite, e Prerana stessa. Dopo aver sparato a tutti i parenti, Dipendra si avvicinò al principe Paras, dietro al quale erano nascoste la Principessa Prerana e le Principesse Dilasha, Puja e Sithasma (figlie del Principe Dhirendra). Paras riuscì a impietosire il cugino parandosi davanti alla sorella e alle cugine e facendo loro da scudo. Dipendra risparmiò loro la vita. La morte del Re Birendra portò all'ascesa al trono di Gyanendra, padre di Prerana, che non era presente alla sparatoria, ma in quanto unico fratello ancora in vita del defunto re, salì al trono. Prerana divenne in questo modo la figlia del Re. Il fratello Paras divenne in questo modo il Principe Ereditario.

#### Matrimonio
La principessa Prerana si sposò con Kumar Raj Bahadur Singh il 23 gennaio 2003 nel Palazzo Reale di Narayanhiti a Katmandu. È il figlio di Navaraj Bahadur Singh e Usha Devi. La principessa indossava un Sari rosso, intrecciato con filo d'oro. La coppia ebbe un figlio.

#### Abolizione della Monarchia
La monarchia in Nepal è stata abolita il 28 maggio 2008 dopo l'elezione dell'Assemblea Costituente. Da allora il Re ha potuto mantenere il titolo reale e il trattamento di Maestà come titolo di cortesia. Lo stesso vale per la regina e il principe Paras. La principessa Prerana mantiene il titolo di principessa del Nepal e il trattamento di Altezza Reale come titolo di cortesia, in quanto nata prima dell'abolizione della monarchia.

### Salute

#### Ictus
L'8 aprile 2017 la principessa Prerana è stata ricoverata nel Norvic International Hospital di Thapathali dopo aver avuto un ictus.
"Potrebbe aver bisogno di rimanere in ospedale molto più a lungo", ha detto una fonte dell'ospedale, informando che le sue condizioni sono stabilì. L'ospedale le ha somministrato "un farmaco conservativo" e ne ha osservato gli effetti, ha aggiunto la fonte.
L'ex Re Gyanendra del Nepal, suo padre, le ha fatto visita il giorno venerdì e il sabato. Poco dopo, la principessa venne dimessa.

#### COVID-19
Il 20 aprile 2021 la principessa Prerana, l'ex re e la ex regina sono risultati positivi al COVID-19 dopo il loro ritorno dal Kumbh Mela, una festa religiosa in India a cui hanno partecipato milioni di pellegrini indù. La coppia e la loro figlia Prerana sono stati ricoverati al Norvic International Hospital di Katmandu per ricevere cure.

## Discendenza
Prerana e suo marito ebbero un figlio:
1. Parthav Bahadur Singh (Katmandu, 10 ottobre 2004).

## Ascendenza
|                                                                       |                                                                   |                                                                      | Genitori                                                       |  |  | Nonni |  |  | Bisnonni                                    |  |  | Trisnonni                                 |  |
|                                                                       |                                                                   |                                                                      |                                                                |  |  |       |  |  | Tribhuvan Bir Bikram Shah Dev, re del Nepal |  |  | Prithvi Bir Bikram Shah Dev, re del Nepal |  |
|                                                                       |                                                                   |                                                                      |                                                                |  |  |       |  |  | Tribhuvan Bir Bikram Shah Dev, re del Nepal |  |  | Prithvi Bir Bikram Shah Dev, re del Nepal |  |
|                                                                       |                                                                   | Divyeshwari Rajya Lakshmi Devi                                       |                                                                |  |  |       |  |  | Tribhuvan Bir Bikram Shah Dev, re del Nepal |  |  |                                           |  |
| Mahendra Bir Bikram Shah Dev, re del Nepal                            |                                                                   |                                                                      |                                                                |  |  |       |  |  | Tribhuvan Bir Bikram Shah Dev, re del Nepal |  |  |                                           |  |
|                                                                       |                                                                   | Kanti Rajya Lakshmi Devi                                             | Arjan Singh Sahib, Raja di Chhatara, Barhgaon e Oudh           |  |  |       |  |  |                                             |  |  |                                           |  |
|                                                                       |                                                                   | Kanti Rajya Lakshmi Devi                                             | Arjan Singh Sahib, Raja di Chhatara, Barhgaon e Oudh           |  |  |       |  |  |                                             |  |  |                                           |  |
|                                                                       |                                                                   | Kanti Rajya Lakshmi Devi                                             | Krishnavati Devi Sahiba                                        |  |  |       |  |  |                                             |  |  |                                           |  |
| Gyanendra Bir Bikram Shah Dev, re del Nepal                           |                                                                   | Kanti Rajya Lakshmi Devi                                             |                                                                |  |  |       |  |  |                                             |  |  |                                           |  |
|                                                                       |                                                                   | Generale Hari Shamsher Jang Bahadur Rana, Maharajkumar               | Juddha Shamsher Jang Bahadur Rana, Maragià di Lambjang e Kaski |  |  |       |  |  |                                             |  |  |                                           |  |
|                                                                       |                                                                   | Generale Hari Shamsher Jang Bahadur Rana, Maharajkumar               | Juddha Shamsher Jang Bahadur Rana, Maragià di Lambjang e Kaski |  |  |       |  |  |                                             |  |  |                                           |  |
|                                                                       |                                                                   | Generale Hari Shamsher Jang Bahadur Rana, Maharajkumar               | Jetha Bada Maharani Padma Kumari Devi                          |  |  |       |  |  |                                             |  |  |                                           |  |
| Indra Rajya Lakshmi Devi                                              |                                                                   | Generale Hari Shamsher Jang Bahadur Rana, Maharajkumar               |                                                                |  |  |       |  |  |                                             |  |  |                                           |  |
|                                                                       |                                                                   | Megha Kumari Rajya Lakshmi, sorella del colonnello Mohan Bikram Shah | N. Bikram Shah                                                 |  |  |       |  |  |                                             |  |  |                                           |  |
|                                                                       |                                                                   | Megha Kumari Rajya Lakshmi, sorella del colonnello Mohan Bikram Shah | N. Bikram Shah                                                 |  |  |       |  |  |                                             |  |  |                                           |  |
|                                                                       |                                                                   | Megha Kumari Rajya Lakshmi, sorella del colonnello Mohan Bikram Shah | …                                                              |  |  |       |  |  |                                             |  |  |                                           |  |
| Prerana del Nepal                                                     |                                                                   | Megha Kumari Rajya Lakshmi, sorella del colonnello Mohan Bikram Shah |                                                                |  |  |       |  |  |                                             |  |  |                                           |  |
|                                                                       | Comandante generale Agni Shamsher Jang Bahadur Rana, Maharajkumar | Juddha Shamsher Jang Bahadur Rana, Maragià di Lambjang e Kaski *     |                                                                |  |  |       |  |  |                                             |  |  |                                           |  |
|                                                                       | Comandante generale Agni Shamsher Jang Bahadur Rana, Maharajkumar | Juddha Shamsher Jang Bahadur Rana, Maragià di Lambjang e Kaski *     |                                                                |  |  |       |  |  |                                             |  |  |                                           |  |
|                                                                       | Comandante generale Agni Shamsher Jang Bahadur Rana, Maharajkumar | Jetha Bada Maharani Padma Kumari Devi *                              |                                                                |  |  |       |  |  |                                             |  |  |                                           |  |
| Luogotenente-generale Kendra Shamsher Jang Bahadur Rana               | Comandante generale Agni Shamsher Jang Bahadur Rana, Maharajkumar |                                                                      |                                                                |  |  |       |  |  |                                             |  |  |                                           |  |
|                                                                       |                                                                   | …                                                                    | …                                                              |  |  |       |  |  |                                             |  |  |                                           |  |
|                                                                       |                                                                   | …                                                                    | …                                                              |  |  |       |  |  |                                             |  |  |                                           |  |
|                                                                       |                                                                   | …                                                                    | …                                                              |  |  |       |  |  |                                             |  |  |                                           |  |
| Komal Rajya Lakshmi Devi                                              |                                                                   | …                                                                    |                                                                |  |  |       |  |  |                                             |  |  |                                           |  |
|                                                                       |                                                                   | N. Bikram Shah                                                       | N. Bikram Shah                                                 |  |  |       |  |  |                                             |  |  |                                           |  |
|                                                                       |                                                                   | N. Bikram Shah                                                       | N. Bikram Shah                                                 |  |  |       |  |  |                                             |  |  |                                           |  |
|                                                                       |                                                                   | N. Bikram Shah                                                       | …                                                              |  |  |       |  |  |                                             |  |  |                                           |  |
| Shree Rajya Lakshmi Devi, di un ramo collaterale degli Shah del Nepal |                                                                   | N. Bikram Shah                                                       |                                                                |  |  |       |  |  |                                             |  |  |                                           |  |
|                                                                       |                                                                   | …                                                                    | …                                                              |  |  |       |  |  |                                             |  |  |                                           |  |
|                                                                       |                                                                   | …                                                                    | …                                                              |  |  |       |  |  |                                             |  |  |                                           |  |
|                                                                       |                                                                   | …                                                                    | …                                                              |  |  |       |  |  |                                             |  |  |                                           |  |
|                                                                       |                                                                   | …                                                                    |                                                                |  |  |       |  |  |                                             |  |  |                                           |  |